# Jean-Adolphe Bocquin
Jean-Adolphe Bocquin, né à Lyon le 5 juillet 1826 et mort à Paris 14e le 9 septembre 1880, est un dessinateur lithographe français.

## Biographie
Élève de Ferdinand Louis Perron, Bocquin se spécialise dans la production de lithographies. Il travaille en collaboration avec l'imprimeur Lemercier à partir du début des années 1850, cosignant parfois avec Anatole ou Rousseau. 
En 1857, il produit les dessins lithographiques d'après Pauquet pour l'album Jardin des plantes. La Ménagerie et la Vallée suisse en estampes chez Amédée Bédelet. En 1858, il illustre l'album Le Monde en estampes. Types et costumes des principaux peuples de l'univers aussi publié par Bédelet, avec un texte d'Élisabeth Müller, d'après des dessin de Auguste Leloir et Félix Fossey. En 1864, il collabore à l'exécution des planches lithographiques de la Mission de Phénicie d'Ernest Renan. Il publie également des planches dans L'Éclipse dès 1868.
Il expose au Salon de Paris en 1863, puis en 1869, 1872 et 1877, des portraits et des scènes de genre. 

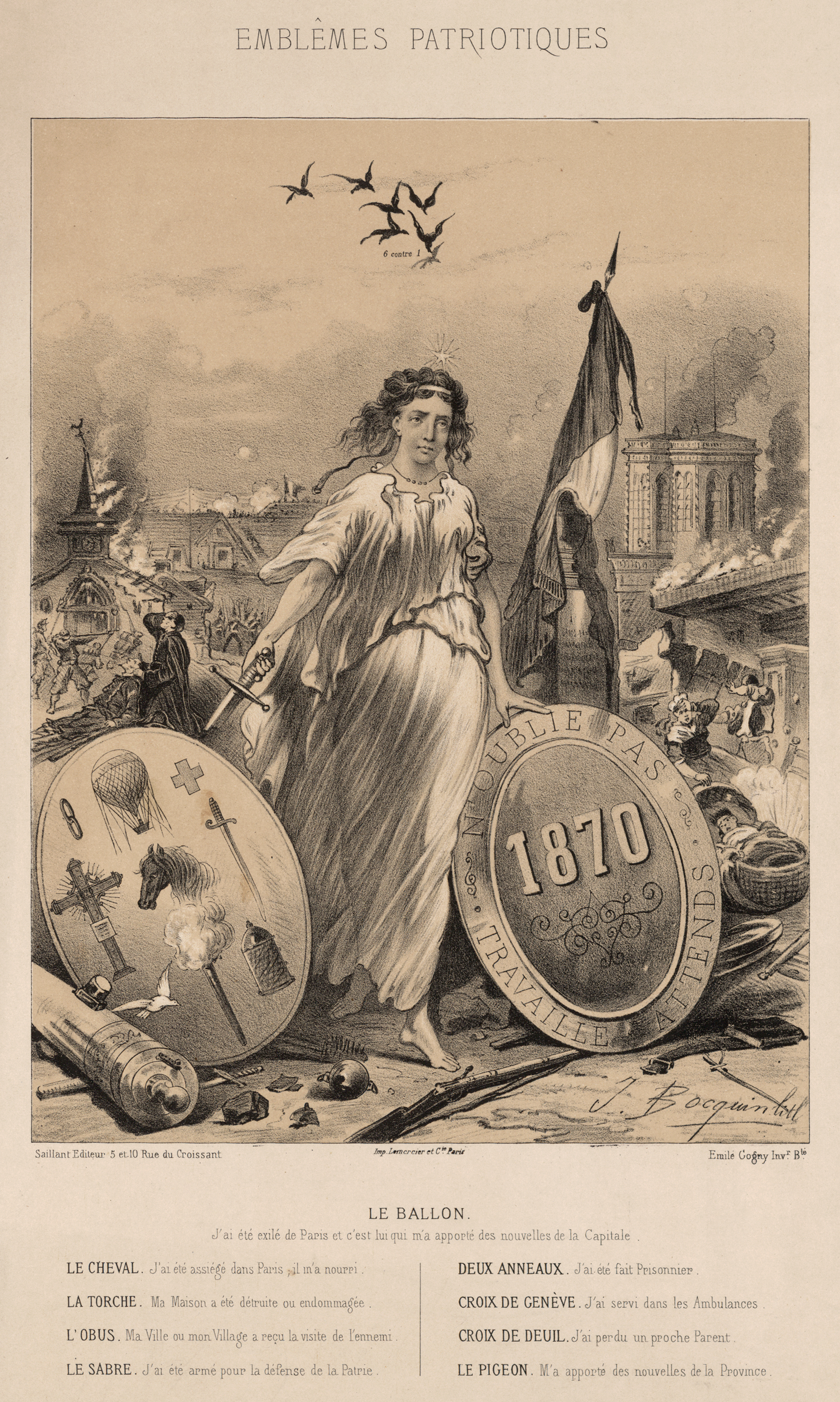
Emblèmes patriotiques (1870) lith. signée J. Bocquin.

Créateur de compositions originales, il interprète entre autres Paul Gavarni et Zacharie Noterman. Pour l'éditeur Eugène Jouy, il produit divers scènes de batailles relatives à la Guerre franco-allemande de 1870 d'après des dessins de Jules Férat.
Bocquin meurt le 9 septembre 1880 a Paris 14e.